# 가도테리돌
가도테리돌(Gadoteridol, INN)은 프로핸스(ProHance)라는 상표명으로 유명한 MRI의 조영제이다.
가도테리돌은 가돌리늄 기반 MRI 조영제이며 특히 중추신경계 영상에 사용된다. 가도테리돌은 1992년 미국에서 처음으로 사용이 승인되었다.